# カレン坂高校 可憐放送部
カレン坂高校 可憐放送部（かれんざかこうこう かれんほうそうぶ）は、ひびき玲音が原作・イラスト、鈴本紅が小説を担当したライトノベル。2007年、集英社・コバルト文庫から刊行された。
企画発案当初は「読者参加型ウェブコンテンツ」だったが、検討が進むうちに小説として刊行することとなった。

## あらすじ
近年、女子高から男女共学になった私立カレン坂高校の放送部は、歴代パーソナリティーが美人であることから「可憐放送部」と呼ばれている。そこで起こることを描いた学園ストーリー。

## 登場人物
声優はドラマCD版のもの。
優月 みひろ（ゆづき みひろ）
声 - 能登麻美子
二年生。いつでも明るく元気な、幼馴染みでかつ親友の潮崎なちるに憧れている。放送部員ではないが、いつも潮崎なちると一緒で放送部にとって欠かせない存在。おとなしい性格で、女子でトップを争うほどの学力を持つことにすらコンプレックスを抱く。
潮崎 なちる（しおさき なちる）
声 - 井上麻里奈
二年生。放送部の現役パーソナリティを務める。くるくる動く大きな眼、明るい笑顔、いつでも明るく元気よくしゃべるムードメーカー。地元の放送局が彼女の放送を流してくれたおかげで、学外にも人気がある。10歳年上の兄がいる。親友の優月みひろは幼馴染み。
榊木 徹（さかき とおる）
声 - 小野大輔
二年生。放送部の機材担当。長身で、帽子がトレードマーク。やさしく格好いい男子として人気がある。「頭が良い奴」に弱く、優月みひろをかわいいと感じている。及川月子とは、いとこ同士。
南 美星空（みなみ うらら）
声 - 桑島法子
三年生。潮崎なちるの前のパーソナリティで、現在は放送部を引退している。校外にファンがいるほどの美人で、落ち着いた雰囲気を持つ。その上品な喋り方は、放送部のコンテストで「生まれながらの女王」と言わしめ、絶賛された。
及川 月子（おいかわ つきこ）
声 - 浅川悠
二年生。放送部のまとめ役を務め、自分の意見をはっきり主張し、てきぱきと物事をこなす。メガネをキラリと光らせ、いつも食えない笑みを浮かべている。榊木徹とは、いとこ同士。事故で両親を亡くしている。
七尾 愁也（ななお しゅうや）
声 - 山口勝平
二年生。放送部の音声担当。中性的で整った顔立ちをしているが、無表情。笑ったことなど見たことがない、と噂されている。中学三年生に妹が二人（双子）がいる。
安永 梨恋（やすなが りこ）
声 - 高橋美佳子
二年生。新聞部所属。長い髪、きらきら輝く勝ち気な眼、つんとした鼻、よく動く表情を持つ美少女。黙っていればかわいいが、口を開いたとたん、したたかなイメージに変わる。自称・校内一の情報通だが、その情報は馬鹿にはできない。
片平 総一郎（かたひら そういちろう）
声 - 小山力也
渡辺 炳吾（わたなべ へいご）
声 - 緑川光
鬼城 志紀（きじょう ゆきのり）
声 - 松風雅也

## 用語
私立カレン坂高校
もともとは女子高だったが、10年ほど前に男女共学になった。しかし、女子高時代の名残りか、授業は男女別々。100年近い歴史を持つレンガ造りの女子棟と、近代的コンクリート作りの男子棟に分かれ、互いに立ち入りが禁止されている。ただし、部活動や学校行事は、男女合同である。
可憐放送部（かれんほうそうぶ）
私立カレン坂高校放送部は、歴代パーソナリティが美人ぞろいだったため、高校名にかけて「可憐放送部」と呼ばれている。毎年、全国大会で入賞するほどの実力を持ち、入部にはオーディションが行われるほどの人気がある。
現在の部員は、潮崎なちる（パーソナリティー）、及川月子（進行、運営担当）、榊木徹（機材担当）、七尾愁也（音声担当）の4名。優月みひろは、部員ではない。
少数精鋭だが、後継者が見つからないのが悩みである。
友情バカップル
優月みひろと潮崎なちるの二人は、お互いが大好きであまりにべったりなので、周囲から呆れ顔で「友情バカップル」と呼ばれている。その仲の良さは異常なほどで、友情に感動したときや、怖い話を聞かされたときなど、二人は事あるごとに抱き合う。

## 既刊一覧
1. 『カレン坂高校 可憐放送部』（2007年8月10日第1刷発行、ISBN 978-4-08-601049-8）
優月みひろと潮崎なちるは、周囲から「友情バカップル」と呼ばれるほどの大の仲良し。そんな二人が通うカレン坂高校を次々と異変が襲いかかる…。巻末に、ひびき玲音・鈴本紅・井上テーハ（マネージャー）による鼎談「『可憐放送部』完成記念スペシャルトーク」を収録。
2. 『カレン坂高校 可憐放送部　導かれた解答』（2007年11月10日第1刷発行、ISBN 978-4-08-601088-7）
3. 『カレン坂高校 可憐放送部　決意とハンドマイク』（2008年3月10日第1刷発行、ISBN 978-4-08-601134-1）
4. 『カレン坂高校 可憐放送部　反校長宣言』（2008年6月10日第1刷発行、ISBN 978-4-08-601169-3）

## ドラマCD
- 『カレン坂高校 可憐放送部』（2008年3月28日、ISBN 978-4-08-901163-8）